# Whitney Mercilus
(en) Statistiques sur pro-football-reference
Whitney Mercilus, né le 21 juillet 1990 à Akron en Ohio, est un joueur professionnel américain de football américain qui a évolué au poste de linebacker pendant dix saisons en National Football League (NFL).
Il y passe ses neuf premières saisons chez les Texans de Houston avant d'étre libéré pendant la saison 2021. Il passe le reste de la saison chez les Packers de Green Bay.

## Biographie

### Carrière universitaire
Il entre à l'université de l'Illinois en 2008. En 2011, il est premier au classement des sacks du pays avec dix à son compteur. À la fin de la saison, il remporte le Ted Hendricks Award et est nommé dans l'équipe All-America de la saison. Mercilus se présente pour la draft 2012 de la NFL après sa saison junior.

### Carrière professionnelle
Whitney Mercilus est sélectionné au premier tour de la draft 2012 de la NFL par les Texans de Houston au 26e rang. Le 14 juin 2012, il signe un contrat de quatre ans ainsi qu'une année en option, d'une valeur de 7,63 millions de dollars. 
Lors des six premiers matchs de la saison 2012, Mercilus joue en équipe spéciale. Lors de la septième semaine, face aux Ravens de Baltimore, il évolue au poste de linebacker extérieur, alternant avec Connor Barwin et Brooks Reed, et fait son premier sack professionnel après avoir plaqué Joe Flacco. Il provoque aussi un fumble. Il est titularisé pour la première fois de sa carrière, lors de la treizième semaine, face aux Titans du Tennessee.
Le 4 mai 2015, Mercilus signe une prolongation de contrat de quatre ans d'un montant de 26 millions de dollars.
Le 28 décembre 2019, il signe une prolongation de quatre ans d'un montant de 54 millions de dollars dont 24,5 millions garantis avec les Texans. Pendant la saison 2020, il est placé sur la liste de réserve/Covid-19 par l'équipe le 5 novembre 2020. Il est activé cinq jours plus tard. Il est placé à nouveau sur la liste de réserve/Covid-19 le 12 décembre 2020 et activé le 13 janvier 2021.
Le 19 octobre 2021, Mercilus est libéré par les Texans.
Il est engagé par les Packers de Green Bay deux jours plus tard. Lors de la semaine 10 contre les Seahawks de Seattle, il se blesse aux biceps. Il est placé sur la liste des blessés deux jours plus tard. Il est activé le 21 janvier 2022.
Il annonce sa retraite de la NFL le 6 avril 2022.

## Statistiques

### Universitaires
| Année       | Équipe                        | Statut      | MJ |       | Plaquages | Plaquages | Plaquages | Plaquages |       | Interceptions | Interceptions | Interceptions | Interceptions |  | Fumbles | Fumbles |
| Année       | Équipe                        | Statut      | MJ | Total | Seul      | Ast.      | Sacks     | Nb.       | Yards | Déf.          | TD            | Nb.           | Rec.          |  |         |         |
| 2009        | Fighting Illini de l'Illinois | Fr.         | 11 | 8     | 4         | 4         | 1.0       | 0         | 0     | 0             | 0             | 0             | 0             |  |         |         |
| 2010        | Fighting Illini de l'Illinois | So.         | 13 | 16    | 8         | 8         | 1.0       | 0         | 0     | 1             | 0             | 2             | 0             |  |         |         |
| 2011        | Fighting Illini de l'Illinois | Jr.         | 13 | 57    | 28        | 29        | 16.0      | 0         | 0     | 1             | 0             | 9             | 0             |  |         |         |
| Totaux NCAA | Totaux NCAA                   | Totaux NCAA | 37 | 81    | 40        | 41        | 18.0      | 0         | 0     | 2             | 0             | 11            | 0             |  |         |         |

### Professionnelles
| Année      | Équipe               | MJ  |       | Plaquages | Plaquages | Plaquages | Plaquages |       | Interceptions | Interceptions | Interceptions | Interceptions |  | Fumbles | Fumbles |
| Année      | Équipe               | MJ  | Total | Seul      | Ast.      | Sacks     | Nb.       | Yards | Déf.          | TD            | Nb.           | Rec.          |  |         |         |
| 2012       | Texans de Houston    | 16  | 25    | 20        | 5         | 6,0       | 0         | 0     | 1             | 0             | 2             | 1             |  |         |         |
| 2013       | Texans de Houston    | 16  | 47    | 33        | 14        | 7,0       | 0         | 0     | 0             | 0             | 0             | 0             |  |         |         |
| 2014       | Texans de Houston    | 15  | 50    | 31        | 19        | 5,0       | 0         | 0     | 0             | 0             | 2             | 0             |  |         |         |
| 2015       | Texans de Houston    | 16  | 52    | 32        | 20        | 12,0      | 0         | 0     | 1             | 0             | 1             | 2             |  |         |         |
| 2016       | Texans de Houston    | 15  | 53    | 36        | 17        | 7,5       | 0         | 0     | 1             | 0             | 1             | 4             |  |         |         |
| 2017       | Texans de Houston    | 5   | 10    | 9         | 1         | 1,0       | 0         | 0     | 0             | 0             | 1             | 0             |  |         |         |
| 2018       | Texans de Houston    | 16  | 39    | 22        | 17        | 4,0       | 0         | 0     | 0             | 0             | 2             | 0             |  |         |         |
| 2019       | Texans de Houston    | 16  | 48    | 33        | 15        | 7,5       | 2         | 88    | 2             | 0             | 4             | 1             |  |         |         |
| 2020       | Texans de Houston    | 13  | 21    | 12        | 9         | 0         | 0         | 0     | 1             | 0             | 0             | 1             |  |         |         |
| 2021       | Texans de Houston    | 6   | 12    | 6         | 6         | 3,0       | 0         | 0     | 0             | 0             | 0             | 0             |  |         |         |
| 2021       | Packers de Green Bay | 4   | 5     | 3         | 2         | 1,0       | 0         | 0     | 0             | 0             | 0             | 0             |  |         |         |
| Totaux NFL | Totaux NFL           | 138 | 362   | 237       | 125       | 58,0      | 2         | 88    | 7             | 0             | 13            | 9             |  |         |         |

| Année      | Équipe               | MJ |       | Plaquages | Plaquages | Plaquages | Plaquages |       | Interceptions | Interceptions | Interceptions | Interceptions |  | Fumbles | Fumbles |
| Année      | Équipe               | MJ | Total | Seul      | Ast.      | Sacks     | Nb.       | Yards | Déf.          | TD            | Nb.           | Rec.          |  |         |         |
| 2012       | Texans de Houston    | 2  | 2     | 1         | 1         | 0,0       | 0         | 0     | 0             | 0             | 0             | 0             |  |         |         |
| 2015       | Texans de Houston    | 1  | 8     | 5         | 3         | 3,0       | 0         | 0     | 0             | 0             | 0             | 0             |  |         |         |
| 2016       | Texans de Houston    | 2  | 11    | 7         | 4         | 3,0       | 0         | 0     | 0             | 0             | 0             | 0             |  |         |         |
| 2018       | Texans de Houston    | 1  | 1     | 0         | 1         | 0,0       | 0         | 0     | 0             | 0             | 0             | 0             |  |         |         |
| 2019       | Texans de Houston    | 2  | 5     | 3         | 2         | 1,0       | 0         | 0     | 0             | 0             | 1             | 0             |  |         |         |
| 2021       | Packers de Green Bay | 1  | 0     | 0         | 0         | 0,0       | 0         | 0     | 0             | 0             | 0             | 0             |  |         |         |
| Totaux NFL | Totaux NFL           | 9  | 27    | 16        | 11        | 7,0       | 0         | 0     | 1             | 0             | 1             | 0             |  |         |         |

## Trophées et récompenses
- Université :
  - Première équipe-type de la conférence Big Ten : 2011
  - Vainqueur du Ted Hendricks Award : 2011
  - Équipe-type All-America : 2011
- NFL :
  - Deuxième équipe-type All-Pro : 2016